# IC 910
IC 910 је спирална галаксија у сазвјежђу Волар која се налази на листи објеката дубоког неба у Индекс каталогу.
Деклинација објекта је + 23° 16' 53" а ректасцензија 13h 41m 7,8s. Привидна величина (магнитуда) објекта IC 910 износи 14,4 а фотографска магнитуда 15,2. IC 910 је још познат и под ознакама MCG 4-32-25, CGCG 131-24, WAS 79, IRAS 13387+2331, PGC 48424.